# Asiatisk Plads

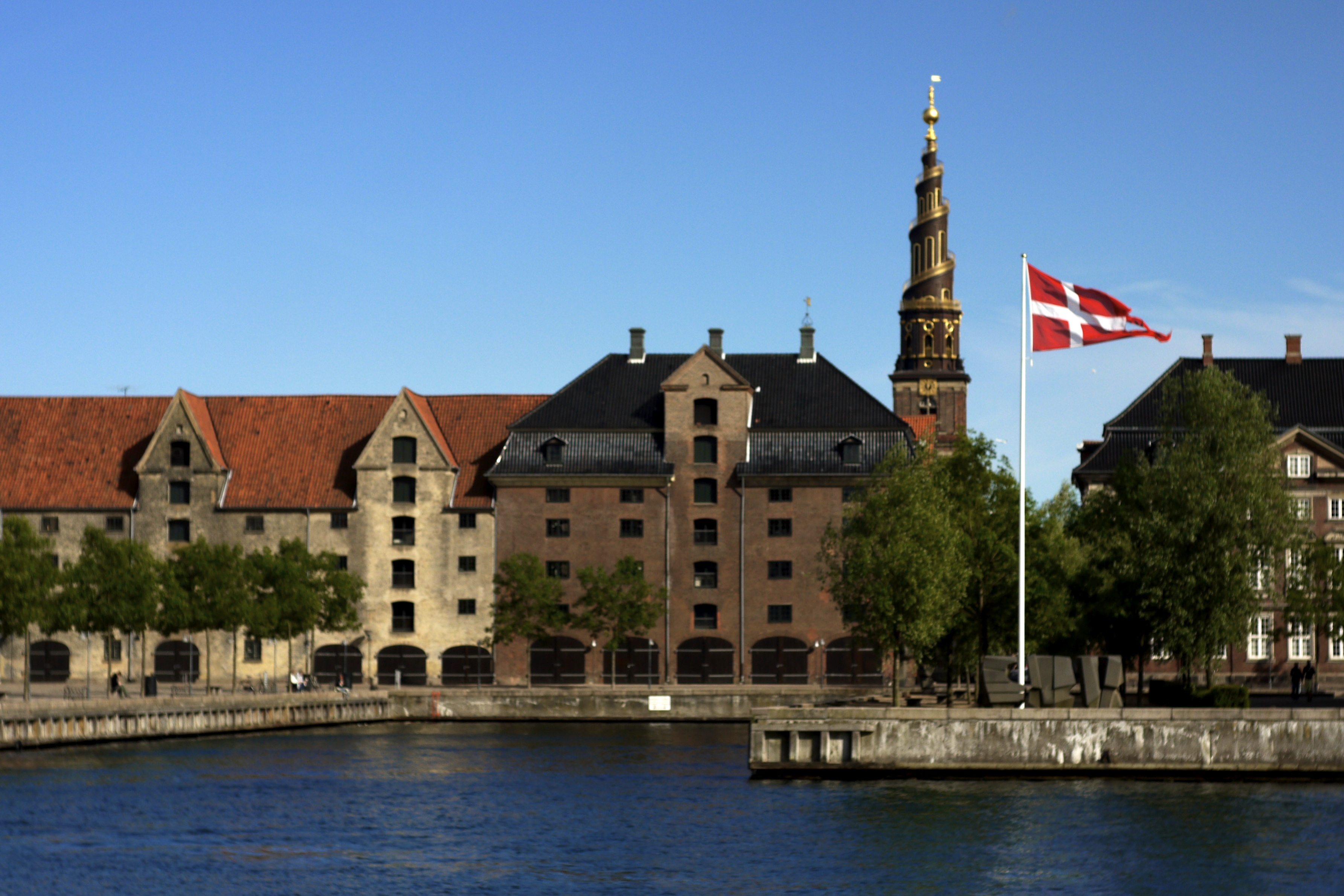
Der Asiatisk Plads, vom Hafen aus gesehen

Der Asiatisk Plads (Asiatischer Platz) ist ein Platz im Kopenhagener Christianshavn-Viertel zwischen der Strandgade und dem Kopenhagener Hafen. Der Name des Platzes rührt von der Asiatisk Kompagni her, die ihren Hauptsitz zwischen 1732 und 1843 an der Strandgade hatte. Heute hat das dänische Außenministerium seinen Sitz am Asiatisk Plads.

## Quelle
- Københavns Historie: Asiatisk Plads

Koordinaten: 55° 40′ 29″ N, 12° 35′ 21,2″ O